# 千葉了

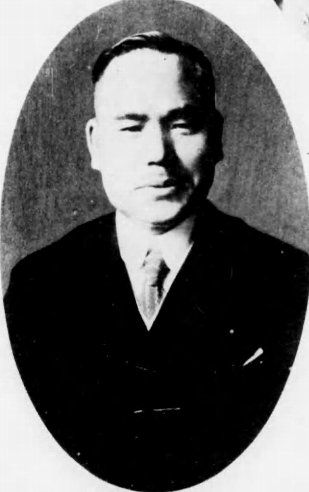
千葉了

千葉 了（ちば りょう、1884年（明治17年）3月2日 - 1963年（昭和38年）11月8日）は、日本の内務・警察官僚。政友会系官選県知事。

## 経歴
宮城県仙台出身。千葉胤継の五男として生まれる。第二高等学校を卒業。1908年、東京帝国大学法科大学政治学科を卒業。大学院で経済政策を専攻。同年11月、文官高等試験行政科試験に合格。農商務省に入省し山林局事務官となる。1909年、内務省に転じ青森県属となる。
以後、静岡県引佐郡長、同県理事官、秋田県警察部長、京畿道警察部長、朝鮮総督府事務官、同監察官兼参事官などを歴任し、1923年2月、新潟県内務部長に就任。
1924年3月、三重県知事に就任。加藤高明内閣成立に伴い、同年7月に休職となる。1927年4月、田中義一内閣により長野県知事に任じられる。1929年7月、知事を辞職。犬養内閣の成立により1931年12月、広島県知事に就任。1932年4月、県産品販売促進のため満州国奉天市に県産業奨励館事務所を開設した。同年6月、新潟県知事に転任。県新庁舎の竣工式を挙行。政友会系と目されていたが、比較的公平な態度で県政運営を行い県民の信頼を得た。1934年9月、空籾事件が起こり、その責任を取り1935年1月に知事を辞し退官した。
その後、東洋協会で東洋問題の研究を行う。

## 著作
- 『朝鮮独立運動秘話』帝国地方行政学会、1925年。
- 『内政史研究資料』第1集 内政史研究会座談会 第1回(中川望、香坂昌康、千葉了)(1963.3)、内政史研究会、1963年。